# Górowo Iławeckie (stad)
Górowo Iławeckie (Duits: Landsberg in Ostpreußen) is een stad in het Poolse woiwodschap Ermland-Mazurië, gelegen in de powiat Bartoszycki. De oppervlakte bedraagt 3,32 km², het inwonertal 4565 (2005).

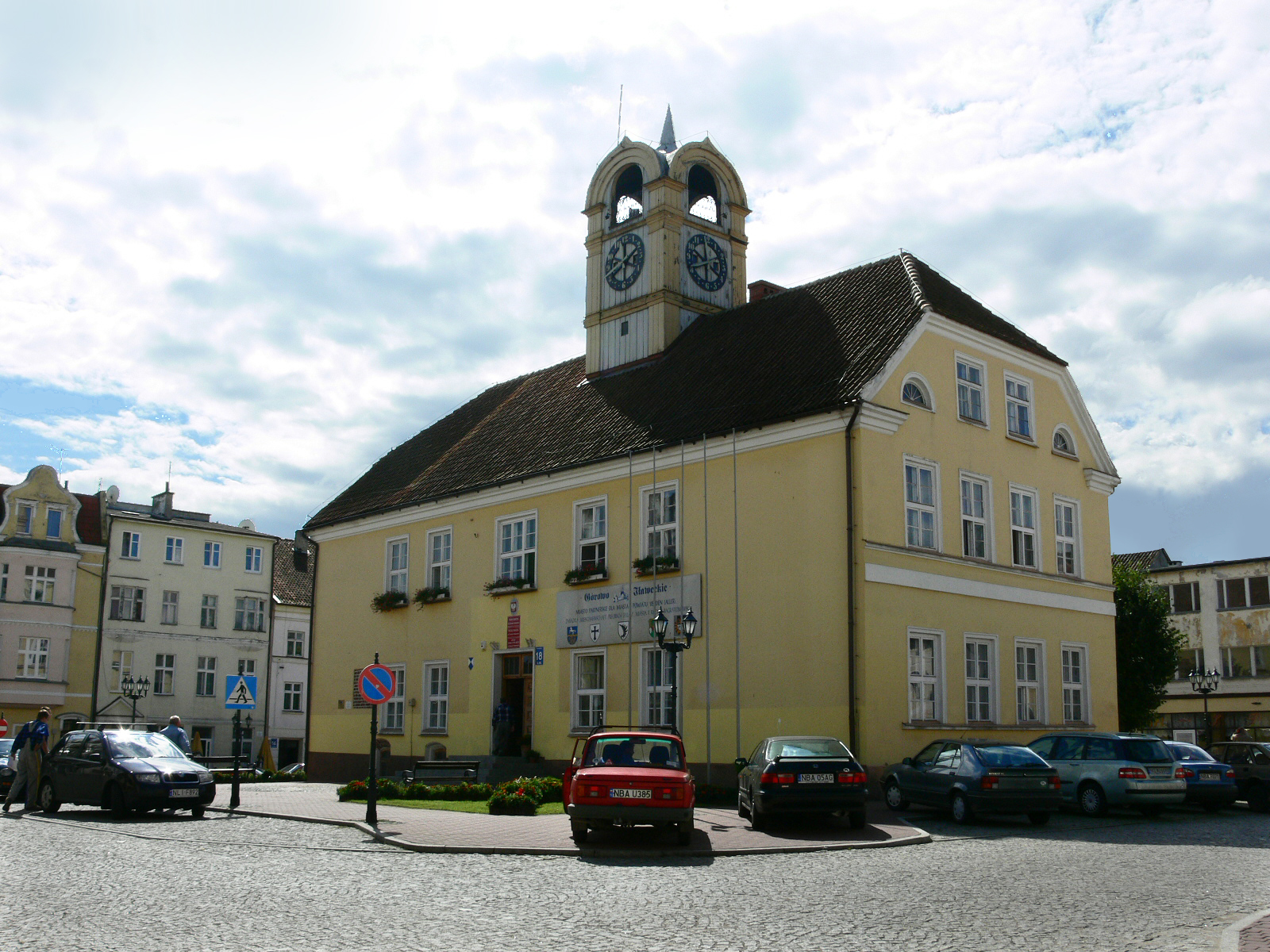
Raadhuis